# Шкловский идол
Шкловский идол (бел. Шклоўскі ідал; шклоўскі балван) — скульптура, изображающая языческое божество, найденная в 1963 году около белорусского города Шклов. Хранится в Национальном историческом музее Республики Беларусь в Минске.

## Открытие
Идол был найден мальчиками из деревни Старый Шклов на берегу реки Серебрянка в урочище Кукушкин ров (бел. Зязюлін роў). Взрослые выкопали скульптуру, дав ей шутливое название «олух» (бел. «ёлуп»). Скульптура была перевезена в Минск археологом Леонидом Давыдовичем Поболем. При транспортировке в кузове грузовика идол получил повреждения: был сильно потёрт, его лицо оказалось немного стёсанным.

## Описание
Шкловский идол изображает верхнюю часть мужского тела, обтёсанную в виде столба цилиндрической формы, нижняя честь которого имеет форму постамента. Фигура высечена из песчаника, составляет в высоту 1,2 метра и весит около 250 килограммов. Идол имеет лицо с рядом индивидуальных черт: четко прослеживаются глаза, по-видимому, закрытые, рот и усы. Сама фигура несомненно имеет фаллические очертания. На обозрение научному сообществу идол впервые был представлен в публикации Георгия Васильевича Штыхова.

## Проблемы атрибуции
Обзор основных теорий, касающихся идола, был хорошо отражён в докладе Забашты. Проблемы с атрибуцией, то есть определением времени его создания и этнокультурной принадлежности населения, которое ему поклонялось, вызваны отсутствием у находки подходящих для атрибуции признаков. По широко распространённой версии, выдвинутой Г. В. Штыховым, идол относится к X веку, по другим — к VІ—Х, VІ—VII или VI—XIII векам. Все версии являются гипотетическими и не имеют надёжного обоснования. Ещё одну версию предложил Забашта, который на основании датировок археологических памятников в окрестностях находки и похожих языческих идолов сделал вывод, что скульптура относится к XII—XIII векам.
Забашта склоняется к версии, что идол оставило славянское население, но вместе с тем отмечает сходство скульптуры с так называемыми балтскими идолами из Риги и столбоподобными идолами из святилищ, обнаруженных в Смоленской области.
Также невозможно соотнести идол с определённым божеством, но, опираясь на косвенные данные, как, например, закрытые глаза идола, можно предположить о его принадлежности к хтоническому миру умерших предков. Фаллическая форма может свидетельствовать об отношении функции божества к плодовитости и плодородию.